# Distrito de Avranches
El distrito de Avranches es un distrito (en francés arrondissement) de Francia, que se localiza en el departamento de Mancha (en francés Manche), de la región de Baja Normandía. Cuenta con 16 cantones y 160 comunas.

## División territorial

### Cantones
Los cantones del distrito de Avranches son:
1. Cantón de Avranches
2. Cantón de Barenton
3. Cantón de Brécey
4. Cantón de Ducey
5. Cantón de Granville
6. Cantón de La Haye-Pesnel
7. Cantón de Isigny-le-Buat
8. Cantón de Juvigny-le-Tertre
9. Cantón de Mortain
10. Cantón de Pontorson
11. Cantón de Saint-Hilaire-du-Harcouët
12. Cantón de Saint-James
13. Cantón de Saint-Pois
14. Cantón de Sartilly
15. Cantón de Sourdeval
16. Cantón de Le Teilleul

### Comunas
| 1. Angey (50009)                         | 2. Argouges (50018)                      | 3. Aucey-la-Plaine (50019)                 | 4. Avranches (50025)                   |
| 5. Bacilly (50027)                       | 6. Barenton (50029)                      | 7. La Bazoge (50037)                       | 8. Beauchamps (50038)                  |
| 9. Beauficel (50040)                     | 10. Beauvoir (50042)                     | 11. Bellefontaine (50043)                  | 12. Bion (50056)                       |
| 13. Boisyvon (50062)                     | 14. Braffais (50071)                     | 15. Brouains (50088)                       | 16. Brécey (50074)                     |
| 17. Buais (50090)                        | 18. Carnet (50100)                       | 19. Carolles (50102)                       | 20. La Chaise-Baudouin (50112)         |
| 21. Les Chambres (50114)                 | 22. Champcervon (50115)                  | 23. Champcey (50116)                       | 24. Champeaux (50117)                  |
| 25. La Chapelle-Cécelin (50121)          | 26. La Chapelle-Urée (50124)             | 27. Chasseguey (50125)                     | 28. Chaulieu (50514)                   |
| 29. Chavoy (50126)                       | 30. Chèvreville (50133)                  | 31. Chérencé-le-Roussel (50131)            | 32. Les Chéris (50132)                 |
| 33. Coulouvray-Boisbenâtre (50144)       | 34. Courtils (50146)                     | 35. Les Cresnays (50152)                   | 36. La Croix-Avranchin (50154)         |
| 37. Crollon (50155)                      | 38. Cuves (50158)                        | 39. Céaux (50108)                          | 40. Donville-les-Bains (50165)         |
| 41. Dragey-Ronthon (50167)               | 42. Ducey (50168)                        | 43. Ferrières (50179)                      | 44. Folligny (50188)                   |
| 45. Fontenay (50189)                     | 46. Le Fresne-Poret (50193)              | 47. Gathemo (50195)                        | 48. Genêts (50199)                     |
| 49. Ger (50200)                          | 50. La Godefroy (50205)                  | 51. La Gohannière (50206)                  | 52. Le Grand-Celland (50217)           |
| 53. Granville (50218)                    | 54. Hamelin (50229)                      | 55. La Haye-Pesnel (50237)                 | 56. Heussé (50245)                     |
| 57. Hocquigny (50247)                    | 58. Huisnes-sur-Mer (50253)              | 59. Husson (50254)                         | 60. Isigny-le-Buat (50256)             |
| 61. Juilley (50259)                      | 62. Jullouville (50066)                  | 63. Juvigny-le-Tertre (50260)              | 64. Lapenty (50263)                    |
| 65. Lingeard (50271)                     | 66. Les Loges-Marchis (50274)            | 67. Les Loges-sur-Brécey (50275)           | 68. Lolif (50276)                      |
| 69. La Lucerne-d'Outremer (50281)        | 70. Le Luot (50282)                      | 71. Macey (50284)                          | 72. Marcey-les-Grèves (50288)          |
| 73. Marcilly (50290)                     | 74. Martigny (50293)                     | 75. Le Mesnil-Adelée (50300)               | 76. Le Mesnil-Gilbert (50312)          |
| 77. Le Mesnil-Ozenne (50317)             | 78. Le Mesnil-Rainfray (50318)           | 79. Le Mesnil-Tôve (50323)                 | 80. Le Mesnillard (50315)              |
| 81. Milly (50329)                        | 82. Le Mont-Saint-Michel (50353)         | 83. Montanel (50337)                       | 84. Montjoie-Saint-Martin (50347)      |
| 85. Montviron (50355)                    | 86. Mortain (50359)                      | 87. La Mouche (50361)                      | 88. Moulines (50362)                   |
| 89. Le Neufbourg (50371)                 | 90. Notre-Dame-de-Livoye (50379)         | 91. Notre-Dame-du-Touchet (50381)          | 92. Parigny (50391)                    |
| 93. Perriers-en-Beauficel (50397)        | 94. Le Petit-Celland (50399)             | 95. Plomb (50406)                          | 96. Poilley (50407)                    |
| 97. Pontaubault (50408)                  | 98. Pontorson (50410)                    | 99. Ponts (50411)                          | 100. Précey (50413)                    |
| 101. Reffuveille (50428)                 | 102. La Rochelle-Normande (50434)        | 103. Romagny (50436)                       | 104. Sacey (50443)                     |
| 105. Saint-Aubin-de-Terregatte (50448)   | 106. Saint-Aubin-des-Préaux (50447)      | 107. Saint-Barthélemy (50450)              | 108. Saint-Brice (50451)               |
| 109. Saint-Brice-de-Landelles (50452)    | 110. Saint-Clément-Rancoudray (50456)    | 111. Saint-Cyr-du-Bailleul (50462)         | 112. Saint-Georges-de-Livoye (50472)   |
| 113. Saint-Georges-de-Rouelley (50474)   | 114. Saint-Hilaire-du-Harcouët (50484)   | 115. Saint-James (50487)                   | 116. Saint-Jean-de-la-Haize (50489)    |
| 117. Saint-Jean-des-Champs (50493)       | 118. Saint-Jean-du-Corail (50494)        | 119. Saint-Jean-du-Corail-des-Bois (50495) | 120. Saint-Jean-le-Thomas (50496)      |
| 121. Saint-Laurent-de-Cuves (50499)      | 122. Saint-Laurent-de-Terregatte (50500) | 123. Saint-Loup (50505)                    | 124. Saint-Martin-de-Landelles (50515) |
| 125. Saint-Martin-des-Champs (50516)     | 126. Saint-Martin-le-Bouillant (50518)   | 127. Saint-Maur-des-Bois (50521)           | 128. Saint-Michel-de-Montjoie (50525)  |
| 129. Saint-Nicolas-des-Bois (50529)      | 130. Saint-Ovin (50531)                  | 131. Saint-Pair-sur-Mer (50532)            | 132. Saint-Pierre-Langers (50540)      |
| 133. Saint-Planchers (50541)             | 134. Saint-Pois (50542)                  | 135. Saint-Quentin-sur-le-Homme (50543)    | 136. Saint-Senier-de-Beuvron (50553)   |
| 137. Saint-Senier-sous-Avranches (50554) | 138. Saint-Symphorien-des-Monts (50557)  | 139. Sainte-Marie-du-Bois (50508)          | 140. Sainte-Pience (50535)             |
| 141. Sartilly (50565)                    | 142. Savigny-le-Vieux (50570)            | 143. Servon (50574)                        | 144. Sourdeval (50582)                 |
| 145. Subligny (50584)                    | 146. Tanis (50589)                       | 147. Le Tanu (50590)                       | 148. Le Teilleul (50591)               |
| 149. Tirepied (50597)                    | 150. Vains (50612)                       | 151. Le Val-Saint-Père (50616)             | 152. Vengeons (50625)                  |
| 153. Vergoncey (50627)                   | 154. Vernix (50628)                      | 155. Vessey (50630)                        | 156. Villechien (50638)                |
| 157. Villiers-le-Pré (50640)             | 158. Virey (50644)                       | 159. Yquelon (50647)                       | 160. Équilly (50174)                   |